# Primeira Liga de 2005–06
A Primeira Liga de 2005-06 foi a 72.ª edição do Campeonato Português de Futebol.
Nesta temporada o campeonato foi disputado por 18 clubes.
Numa época em que o FC Porto foi afetado por uma crise de resultados durante a maior parte da temporada, os dragões acabariam por, ainda assim, voltar a ganhar o campeonato nacional, sendo que este foi o 21º título da sua história.
O Gil Vicente foi despromovido administrativamente na sequência do chamado "Caso Mateus". O seu lugar foi ocupado pelo Belenenses, que assim evitou a despromoção.

## Classificações
| Pos | Equipa            | J  | V  | E  | D  | GM | GS | Diff | Pts |
| --- | ----------------- | -- | -- | -- | -- | -- | -- | ---- | --- |
| 1   | FC Porto          | 34 | 24 | 7  | 3  | 54 | 16 | +38  | 79  |
| 2   | Sporting          | 34 | 22 | 6  | 6  | 50 | 24 | +26  | 72  |
| 3   | Benfica           | 34 | 20 | 7  | 7  | 51 | 29 | +22  | 67  |
| 4   | Sporting Braga    | 34 | 17 | 7  | 10 | 38 | 22 | +16  | 58  |
| 5   | Nacional          | 34 | 14 | 10 | 10 | 40 | 32 | +8   | 52  |
| 6   | Boavista          | 34 | 12 | 14 | 8  | 37 | 29 | +8   | 50  |
| 7   | União Leiria      | 34 | 13 | 8  | 13 | 44 | 42 | +2   | 47  |
| 8   | Vitória Setúbal   | 34 | 14 | 4  | 16 | 28 | 33 | -5   | 46  |
| 9   | Estrela Amadora   | 34 | 12 | 9  | 13 | 31 | 33 | -2   | 45  |
| 10  | Marítimo          | 34 | 10 | 14 | 10 | 38 | 37 | +1   | 44  |
| 11  | Paços Ferreira    | 34 | 11 | 9  | 14 | 38 | 49 | -11  | 42  |
| 12  | Gil Vicente       | 34 | 11 | 7  | 16 | 37 | 32 | +5   | 40  |
| 13  | Naval             | 34 | 11 | 6  | 17 | 35 | 48 | -13  | 39  |
| 14  | Académica         | 34 | 10 | 9  | 15 | 37 | 48 | -11  | 39  |
| 15  | Belenenses        | 34 | 11 | 6  | 17 | 40 | 42 | -2   | 39  |
| 16  | Rio Ave           | 34 | 8  | 10 | 16 | 34 | 53 | -19  | 34  |
| 17  | Vitória Guimarães | 34 | 8  | 10 | 16 | 28 | 41 | -13  | 34  |
| 18  | Penafiel          | 34 | 2  | 9  | 23 | 21 | 61 | -40  | 15  |